# ジェローム・フローゼ
ジェローム・フローゼ（Jerome Froese、1970年11月24日 - 、ドイツ・ベルリン生まれ）は、1990年に父であるエドガー・フローゼが率いるバンド、タンジェリン・ドリームへ正式に参加したドイツのミュージシャンである。彼は2006年までメンバーを務めた。タンジェリン・ドリームに直接関わる前、フローゼはしばしばバンドのアルバム・カバーに子供として出演しており、1973年にリリースされたアルバム『アテム（荒涼たる明るさのなかで）』においては、当時2歳4か月だったフローゼの姿が見られる。

## 略歴
1982年、フローゼはギターとキーボードの演奏を始めた。数年後の1985年、クリスマスにドラムキットを手に入れた後、ドラムを始めた。この頃から、フローゼはキーボードとギターの両方に熟達してゆき、タンジェリン・ドリームへの勧誘につながった。フローゼのバンドへの最初のゲスト参加は、「Radio City」でギターを弾く1989年のアルバム『リリー・オン・ザ・ビーチ』であった。彼の最初の公式な参加アルバムは『メルローズ』（1990年）からで、同年にバンドとのツアーにも参加した。
パウル・ハスリンガー脱退後、タンジェリン・ドリームは、さまざまなミュージシャンがゲストとして一緒にスタジオやコンサートへと参加する、父子による2ピース・バンドとして継続した。バンドでは、2人が作曲をめぐって論争しているのをスタジオへの訪問者が目撃したほど、2人の音楽関係は家族関係から完全に切り離されていたと記録されている。この頃の数年間、ジェロームはエレクトロニカとダンス・ミュージックの実験的なスタイルにますます興味を持っていった。
2003年後半にリリースされた『ザ・ドリーム・ミクセス』シリーズの4枚目のアルバムは、父親の参加なしに作成された。ジェロームはまた、他の各『ザ・ドリーム・ミクセス』のアルバムで1曲を除くすべてを構成していた。2000年、フローゼはTDJ Rome名義で、DJ向けの一連のソロ・レコーディングのリリースを開始した。3枚のヴァイナル・シングルが収録され、2004年にCDとして一緒にリリースされた。
ジェローム・フローゼとしての彼の最初のソロ・デビューは同年に訪れた。限定版1曲入りシングル「C8 H10 N4 O2」（カフェインの化学式にちなんで名付けられた）は、彼の最初のフル・アルバムである『Neptunes』へ後に収録された。2005年、フローゼは、彼の最初のフル・ソロ・アルバム『Neptunes』の前段階として機能したEP『Radio Pluto』のリリースによって、この並行したソロ・キャリアを維持した。彼がソロ作品における「ギタートロニカ」サウンドを定義したのはこの時期であった。
2007年、『Precooked Munchies』というタイトルの別のEPをリリースした。このEPには、次の2枚目のアルバムを予告する2曲と、いくつかの限定トラックも含まれていた。その年の後半に、彼の2枚目のフル・アルバム『Shiver Me Timbers』がリリースされた。父と息子の合意により、ジェローム・フローゼによる「Moonpop」レーベルは、80作以上におよぶタンジェリン・ドリーム作品の権利を取得した。つまり、ジェロームとエドガーの作品はバラバラに再リリースされることとなった。2008年後半、新しい3曲入りEP 『The Speed of Snow』のタイトル曲が、Moonpopのウェブサイトから無料でリリースされた。
2009年の初めには、メンブラン・レーベルからリリースされたタンジェリン・ドリームのマテリアルのリパッケージ・コレクションが数多く見られた。これらのコレクションからの2作である『Axiat』と『Vintage Vanguard』はタンジェリン・ドリーム名義でリリースされたが、アルバムにはジェロームの素材のみが含まれ、後者には2008年末に録音された新しい素材が含まれている。フローゼはまた、最初の2枚の『ザ・ドリーム・ミクセス』アルバムと1つの新曲からの選曲と、『DM 4』の残りの曲からの別ディスクが含まれた『DM 2.1』をリリースした。2009年の終わりに、彼は2006年以来バンドに積極的には参加していなかったものの、 2010年3月にリリースされた『Dream Mixes V』のための8つの新曲を録音した。
2010年8月、フローゼは、2011年にリリースが暫定的に予定されていたものの中止となり、次の3枚目のスタジオ・アルバムとなる『Far Side of the Face』から1曲をフィーチャーした『Preventive Medicine』という4曲入りEPをリリースした。タンジェリン・ドリームの元メンバーであるヨハネス・シュメーリンクが、ニュースレターを通じて、2つの新曲でフローゼとコラボレーションしたことを発表した。2011年6月、『Neptunes』ツアーからの完全なコンサート・セットリストをフィーチャーした『Nightshade Family』というタイトルのフローゼのライブ・アルバムがリリースされた。
2011年の後半に、フローゼとシュメーリンクのコラボレーションが新しいソロ・アルバムを発表することが判明した。そして、フローゼのサイトMoonpopは、フローゼ、シュメーリンク、および3人目のメンバーであるロベルト・ウォーターズ（Robert Waters、ドイツではRobert Wässer）で構成された「Loom」と呼ばれる新しいバンドの結成を発表した。Loomの名前でリリースされた最初のEP『100 001』は10月に登場し、フローゼが1つの新曲を提供した。同時に、フローゼは新しい2曲入りミニEP『Einzelkind』を自分名義でリリースした。また、2011年10月、Loomはコンサートを行い、フローゼ、シュメーリンクそれぞれの作品や、タンジェリン・ドリームの2人がバンドのメンバーであった時代の曲を演奏した。フルコンサートが『Scored』というタイトルで2012年2月にリリースされた。
2012年6月、フローゼは3枚目のフル・アルバム『Far Side of the Face』をリリースした。また、2005年から2011年にかけてのEPからの曲とレア曲をフィーチャーした『Cases of Recurrence』と呼ばれるコンピレーション・アルバムをリリースした。

## ディスコグラフィ

### ソロ・アルバム
- Neptunes (2005年)
- Shiver Me Timbers (2007年)
- Far Side of the Face (2012年)
- Orange Sized Dreams (Works 1990–1995) (2015年)
- Beginn (with Claudia Brücken) (2018年)

### シングル・EP

#### ジェローム・フローゼ名義
- "C8 H10 N4 O2" (2004年)
- Radio Pluto (2005年) ※EP
- Precooked Munchies (2007年) ※EP
- The Speed of Snow (2008年) ※EP
- Preventive Medicine (2010年) ※EP
- Nightshade Family (2011年)
- Einzelkind (2011年) ※EP
- #! (Shebang) (2015年)

#### TDJ Rome名義
- "Serenely Confident" / "Vivid Scarlet Hue" (2000年)
- "Freeze Framez" / "Ground Clearance" (2000年)
- "Vermond Curry" / "Babe Soda" (2001年)

### タンジェリン・ドリーム
- 『リリー・オン・ザ・ビーチ』 - Lily On The Beach (1989年) ※「Radio City」のゲスト・ギター
- 『メルローズ』 - Melrose (1990年)
- 『ロックーン』 - Rockoon (1992年)
- 『220ボルト・ライヴ』 - 220 Volt Live～North American Tour 1992 (1993年) ※ライブ
- Turn of the Tides (1994年)
- Tyranny of Beauty (1995年)
- 『ザ・ドリーム・ミクセス』 - The Dream Mixes (1995年) ※リミックス
- Goblins Club (1996年)
- Oasis (1997年) ※サウンドトラック
- Timesquare（Dream Mixes II） (1997年) ※リミックス&スタジオ
- Mars Polaris - Deep Space Highway To Red Rocks Pavilion (1999年)
- Jeanne D'Arc (2005年)

### Loom
- 100 001 (2011年) ※EP
- Scored (2012年)
- 200 002 (2013年) ※EP
- The Tree Hates the Forest (2013年)
- 300 003 (2016年) ※EP
- Years in Music (2016年)

### コンピレーション・アルバム
- Unpleasant Poems: A Compilation (2004年) ※TDJ Romeのシングル3曲、Ulrich Schnauss（「Ethereal 77」名義）の2曲をコンピレーション
- Cases of Recurrence (2012年) ※2005年–2011年のEPやレア曲をコンピレーション